# Roland Haldi
Roland Haldi (* 12. Januar 1979 in Saanen) ist ein ehemaliger Schweizer Snowboarder. Er startete in den Disziplinen Parallelslalom und Parallel-Riesenslalom.

## Werdegang
Haldi, der für den SC Schönried startete, fuhr im Januar 2001 in Gstaad erstmals im Snowboard-Weltcup und belegte dabei den 45. Platz im Riesenslalom und den 35. Rang im Parallelslalom. Im Februar 2004 erreichte er in Berchtesgaden mit Platz vier im Parallel-Riesenslalom seine erste Top-Zehn-Platzierung im Weltcup. Zu Beginn der Saison 2004/05 kam er in Kronplatz mit Platz drei im Parallel-Riesenslalom im Weltcup erstmals aufs Podest. Im weiteren Saisonverlauf errang er mit zwei weiteren Top-Zehn-Ergebnissen den 12. Platz im Parallel-Weltcup. Beim Saisonhöhepunkt, den Snowboard-Weltmeisterschaften 2005 in Whistler, wurde er Elfter im Parallelslalom und Siebter im Parallel-Riesenslalom. In der Saison 2005/06 kam er dreimal unter die ersten zehn, darunter ein zweiter Platz im Parallelslalom in Nendaz, und erreichte damit den 19. Platz im Gesamtweltcup sowie den zehnten Rang im Parallel-Weltcup. Nach Platz sieben im Parallelslalom in Landgraaf zu Beginn der Saison 2006/07  erreichte er im Weltcup sieben Platzierungen unter den ersten zehn. Dabei holte er im Parallel-Riesenslalom in Bardonecchia seinen einzigen Weltcupsieg und fuhr im Parallelslalom in Bad Gastein auf den zweiten Platz. Beim Saisonhöhepunkt, den Snowboard-Weltmeisterschaften 2007 in Arosa, errang er im Parallelslalom den 20. Platz. Die Saison beendete er auf dem fünften Platz im Gesamtweltcup sowie auf dem vierten Rang im Parallel-Weltcup.
In der folgenden Saison errang Haldi mit Platz drei im Parallelslalom in Nendaz und Platz zwei im Parallel-Riesenslalom in Sungwoo den 11. Platz im Gesamtweltcup sowie den sechsten Platz im Parallel-Weltcup. In der Saison 2008/09 kam er mit fünf Top-Zehn-Platzierungen auf den 26. Platz im Gesamtweltcup sowie auf den 11. Rang im Parallel-Weltcup und bei den Snowboard-Weltmeisterschaften 2009 in Gangwon auf den neunten Platz im Parallelslalom. Nach Platz 23 im Parallelslalom in Landgraaf zu Beginn der Saison 2009/10 wurde er Dritter im Parallel-Riesenslalom in Sudelfeld und errang zum Saisonende den 24. Platz im Gesamtweltcup sowie den 14. Platz im Parallel-Weltcup. Bei seiner einzigen Olympiateilnahme im Februar 2010 in Vancouver fuhr er auf den 20. Platz im Parallel-Riesenslalom. In der Saison 2010/11 erreichte er mit jeweils Platz drei im Parallelslalom in Limone Piemonte und im Parallel-Riesenslalom in Chiesa in Valmalenco seine letzten Podestplatzierungen im Weltcup und kam damit auf den achten Platz im Parallel-Weltcup. Beim Saisonhöhepunkt, den Snowboard-Weltmeisterschaften 2011 in La Molina, belegte er den 15. Platz im Parallelslalom und den achten Rang im Parallel-Riesenslalom. In den folgenden Jahren errang er im Weltcup meist Platzierungen im Mittelfeld. Bei den Snowboard-Weltmeisterschaften 2013 im Stoneham fuhr er auf den 12. Platz im Parallelslalom. Im Weltcup startete er letztmals im Februar 2014 in Sudelfeld, wo er den 27. Platz im Parallelslalom belegte.

## Teilnahmen an Weltmeisterschaften und Olympischen Winterspielen

### Olympische Winterspiele
- 2010 Vancouver: 20. Platz Parallel-Riesenslalom

### Snowboard-Weltmeisterschaften
- 2005 Whistler: 7. Platz Parallel-Riesenslalom, 11. Platz Parallelslalom
- 2007 Arosa: 20. Platz Parallelslalom
- 2009 Gangwon: 9. Platz Parallelslalom
- 2011 La Molina: 8. Platz Parallel-Riesenslalom, 15. Platz Parallelslalom
- 2013 Stoneham: 12. Platz Parallelslalom

## Weltcupsiege und Weltcup-Gesamtplatzierungen

### Weltcupsiege
| Nr. | Datum           | Ort          | Disziplin             |
| --- | --------------- | ------------ | --------------------- |
| 1.  | 2. Februar 2007 | Bardonecchia | Parallel-Riesenslalom |

### Weltcup-Gesamtplatzierungen
| Saison  | Gesamt | Gesamt | Parallel | Parallel | Parallel-Riesenslalom | Parallel-Riesenslalom | Parallelslalom | Parallelslalom |
| Saison  | Punkte | Platz  | Punkte   | Platz    | Punkte                | Platz                 | Punkte         | Platz          |
| ------- | ------ | ------ | -------- | -------- | --------------------- | --------------------- | -------------- | -------------- |
| 2000/01 | -      | -      | -        | -        | -                     | -                     | 20             | 95.            |
| 2001/02 | -      | -      | 16       | 70.      | -                     | -                     | 140            | 47.            |
| 2002/03 | -      | -      | 40       | 74.      | -                     | -                     | -              | -              |
| 2003/04 | -      | -      | 1114     | 31.      | -                     | -                     | -              | -              |
| 2004/05 | -      | -      | 3030     | 12.      | -                     | -                     | -              | -              |
| 2005/06 | 2920   | 19.    | 2920     | 10.      | -                     | -                     | -              | -              |
| 2006/07 | 4230   | 5.     | 4230     | 4.       | -                     | -                     | -              | -              |
| 2007/08 | 3820   | 11.    | 3820     | 6.       | -                     | -                     | -              | -              |
| 2008/09 | 2150   | 26.    | 2150     | 11.      | -                     | -                     | -              | -              |
| 2009/10 | 2060   | 24.    | 2060     | 14.      | -                     | -                     | -              | -              |
| 2010/11 | -      | -      | 3050     | 8.       | -                     | -                     | -              | -              |
| 2012/13 | -      | -      | 1000     | 23.      | 605                   | 23.                   | 490            | 16.            |
| 2013/14 | -      | -      | 495      | 29.      | 245                   | 27.                   | 250            | 29.            |